# Sajoer asem

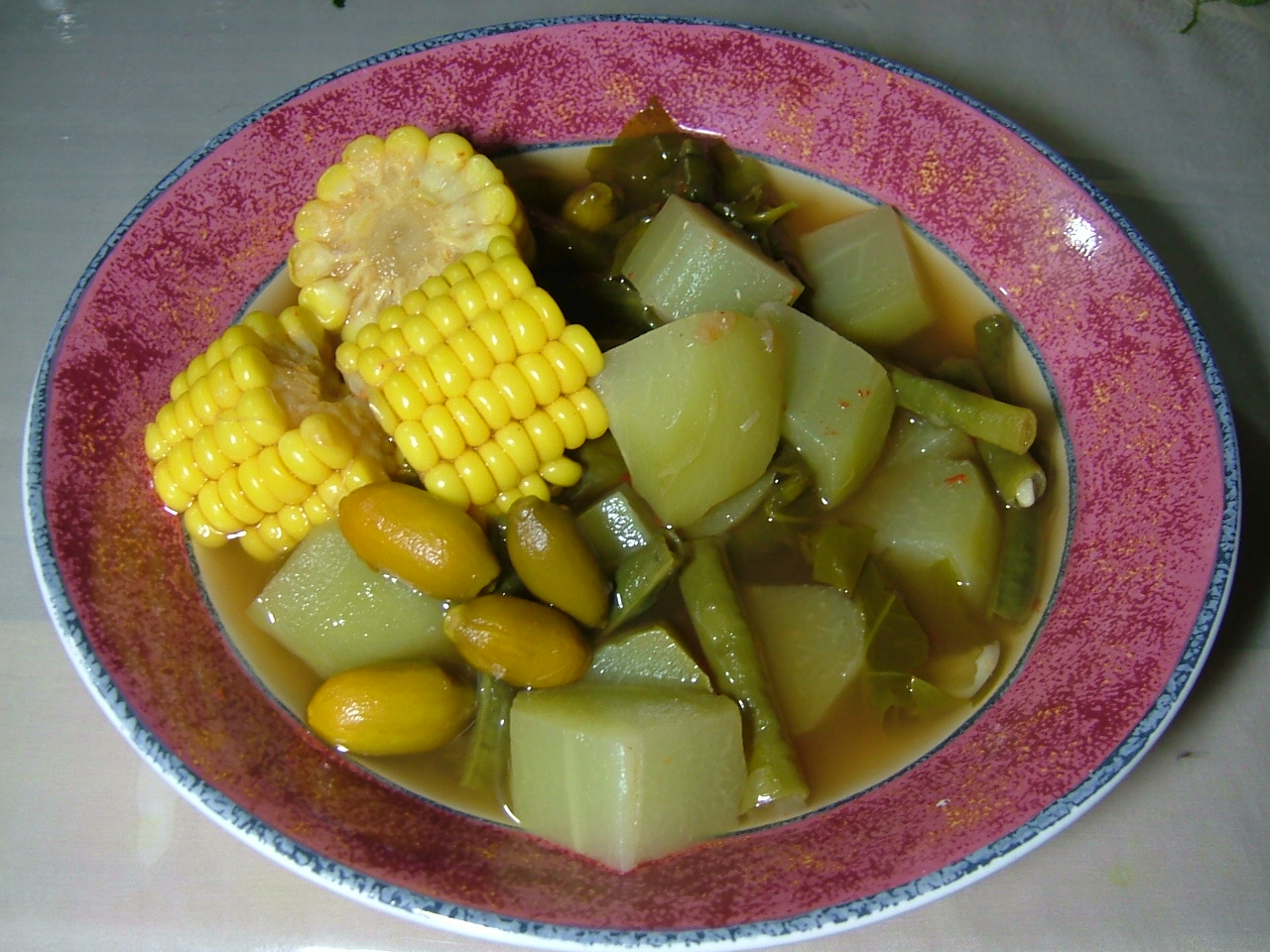
Sajoer asem

Sajoer asem (Indonesisch: Sayur asem), of tamarindesoep is een populair zuur groentegerecht met pinda’s uit de Indonesische keuken.
Er bestaan diverse variaties van sajoer asem, waaronder sajoer asem Jakarta, sayur asem kangkoeng (met waterspinazie) en sajoer asem ikan asin (gezouten vis), meestal ikan gaboes  (channa striata).
Klassieke ingrediënten zijn: katjang tanah (rauwe pinda’s), onrijpe nangka, melinjo, zure carambola, laboe siam (chayote), katjang pandjang (kousenband), petéhboon en asem (tamarinde). Vaak bevat het gerecht ook maïs.
De zoetzure smaak van dit gerecht werkt verfrissend en is goed te combineren met gebakken en gefrituurde gerechten zoals gebakken vis, en wordt meestal gegeten met sambal trassi.